# Операция «Голубой шторм»
Операция «Голубой шторм» — успешное полицейское расследование дела о незаконной контрабанде марихуаны, действовавшей в штатах Аризоне и Небраске. В ходе длительного расследования в 2012 году полицейские следователи обнаружили связь между уличной бандой Bloods из Омахи (штат Небраска) и картелем Синалоа из северо-запада Мексики, который поставлял Bloods нелегальную марихуану в Аризону и из Аризоны. В результате расследования в Небраске были осуждены 15 человек и конфисковано имущество на сумму 60 000 долларов США. В результате расследования в Аризоне были предъявлены обвинения еще 11 лицам, которые, по мнению полиции, были напрямую связаны с картелем Синалоа. Представители полиции также объявили, что группировка по контрабанде нелегальной марихуаны была ответственна за контрабанду 16 000 фунтов товара в США. Его уличная стоимость составляла около 7,75 млн долларов.
13 мая 2013 года федеральный прокурор США опубликовала оценку операции «Голубой шторм» и назвала ее «самым выдающимся региональным делом о незаконном обороте наркотиков» за 2012 год. 7 мая 2013 года шесть полицейских и один гражданский были отмечены на национальной церемонии: офицер Деннис О’Коннор, сержант Джон Бразда, офицер Шон МакАльпин, офицер Зеб Симмонс, офицер Джон Стак и офицер Р.Дж. Радик (в отставке).
Во время церемонии прокурор США Дебора Гилг сделала следующее заявление:
«Выдающаяся работа, проведенная в рамках сотрудничества федеральных, штатных и местных правоохранительных органов, позволила пресечь крупное проникновение щупалец мексиканского картеля Синалоа в регион Среднего Запада. Это демонстрирует командную работу правоохранительных органов в лучшем виде».
В операции «Голубой шторм» участвовали следующие полицейские органы:
- Департамент полиции Белвью (штат Небраска)
- Департамент полиции Омахи (штат Небраска)
- Департамент полиции Пеории (штат Аризона)
- Федеральное бюро расследований (ФБР)[2]